# Teruku
Teruku, ook Truku, is een dialect van het Taroko. Het Teruku wordt voornamelijk in Taroko Gorge gesproken. Dit dialect deelt veel lexicologische en syntactische kenmerken met het Tekedaya.

## Classificatie
- Austronesische talen
  - Atayalische talen
    - Taroko
      - Teruku

Tekedaya · Teruku · Te'uda